# 後端匯流排
后端总线（BSB，Back Side Bus）：带有L2和L3缓存（Cache）的计算机中，负责中央处理器和外部缓存（经常为第二级缓存）之间的数据传递的数据通道。后端总线传输速率总是高于前端总线。用于处理缓存数据的后端总线实际上是以CPU时钟速度运行。在在90年代中期，后端总线曾是保持数据移动的重要路径。Intel公司的Pentium II和Pentium Pro都使用所谓的芯片外缓存，与保存在传统内存中的数据相比，这类缓存将经常使用的数据靠近（在访问数据所需的距离和时间上）主处理单元保存。连线将CPU连接到第二级（L2）缓存资源并以CPU时钟速度在CPU与L2缓存之间交换数据。AMD公司此后也开始采用同样的战略。